# برگ، اتریش
برگ (به آلمانی: Berg) یک منطقهٔ مسکونی در اتریش است که در نیدراسترایش واقع شده‌است. برگ ۶۷۴ نفر جمعیت دارد.